# Schloss Borbeck

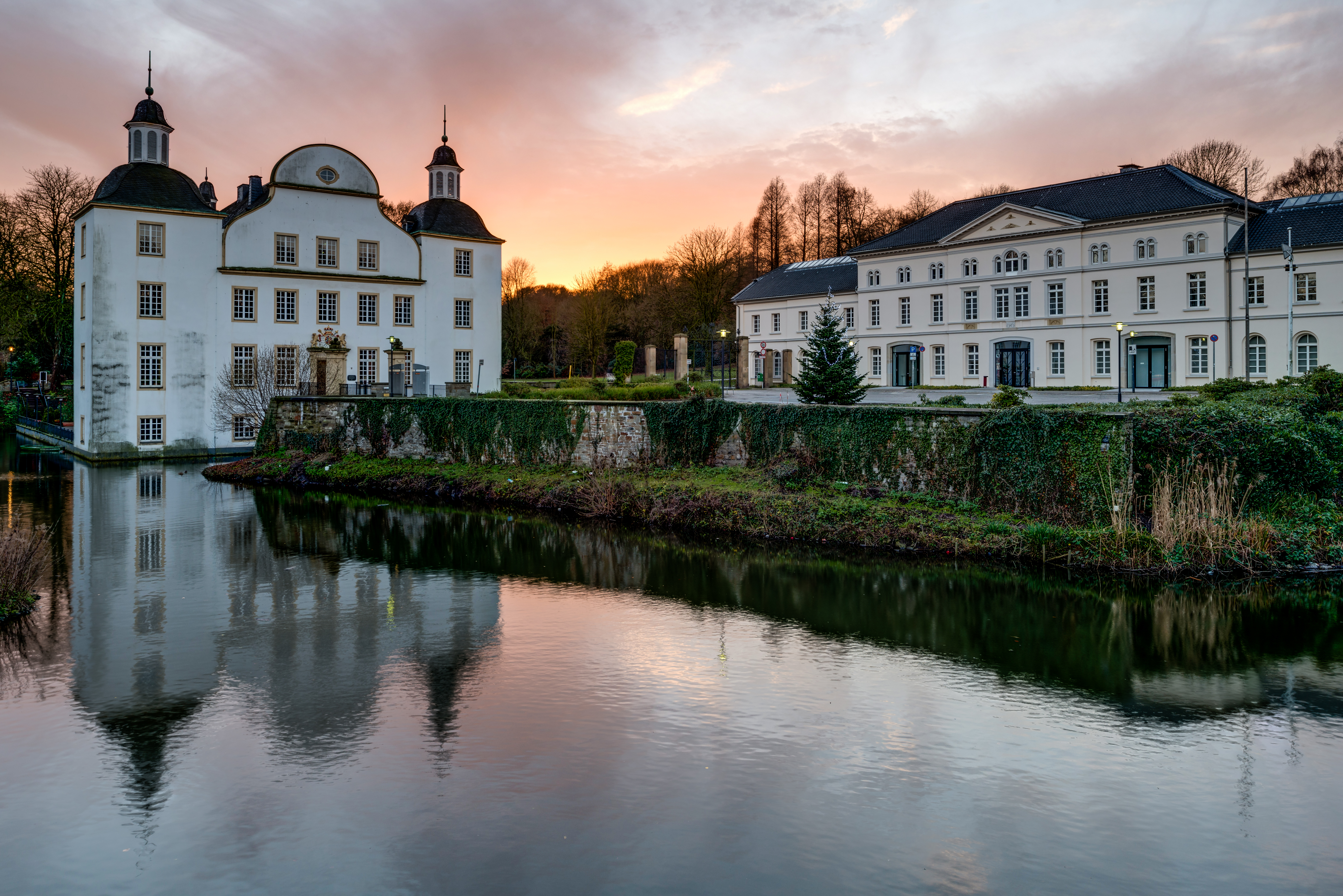
Schloss Borbeck mit Wirtschaftsgebäude

Das Schloss Borbeck ist ein barockes Wasserschloss im Essener Stadtteil Borbeck. Seit dem 14. Jahrhundert war es bevorzugte Residenz der Essener Fürstäbtissinnen und erhielt seine heutige äußere Gestalt im 18. Jahrhundert. Seit den 1980er Jahren wird es als Veranstaltungsort für Weiterbildungsangebote und Kulturveranstaltungen genutzt.

## Beschreibung
Die Schlossanlage in Borbeck besteht aus einem Haupthaus und einem langgestreckten Wirtschaftsgebäude, das nordöstlich des Hauptbaus liegt. Umgeben sind die beiden Schlossgebäude von einem 42 Hektar großen Schlosspark im englischen Landschaftsstil.

### Gebäude
Das dreigeschossige Hauptgebäude ist von einem sechs bis neun Meter breiten Wassergraben umgeben, der nach Norden in einen Schlossweiher ausläuft. Es verdankt sein heutiges, nüchtern wirkendes Erscheinungsbild Umbau- und Erweiterungsarbeiten in der ersten Hälfte des 18. Jahrhunderts. Der nördliche Teil des hell verputzten Rechteckbaus stammt mit seinen beiden quadratischen Ecktürmen und dem geschweiften Giebel aus der Zeit der Renaissance, wurde jedoch später in barocken Formen verändert. Das Bruchsteinmauerwerk seines Kernbaus erhebt sich auf einem 16 × 18 Meter messenden Grundriss und wurde Mitte des 17. Jahrhunderts errichtet. Ihm schließt sich südlich eine fünf Fensterachsen umfassende Erweiterung an, mit deren Bau wahrscheinlich 1744 begonnen wurde. Das Satteldach des Gebäudes besitzt an beiden Dachschrägen eine Reihe von Gauben. Am südlichen Ende seines Firstes steht ein Dachreiter mit kleiner Glocke. An beiden Ecken der Nordfassade erheben sich vierstöckige Ecktürme, die von einer geschweiften Haube mit achteckiger Laterne abgeschlossen sind. Sowohl die Türme als auch das Gebäude sind durch Eckquaderungen betont, die heutzutage jedoch unter dem Putz verborgen sind. Eine 13 Meter lange Steinbrücke führt zum Hauptportal. Sie stammt aus dem 19. Jahrhundert und ersetzte eine hölzerne Brücke, deren beidseitige Mittelpfeiler aus Haustein wiederverwendet wurden. Über dem Schlosseingang findet sich das von zwei Löwen gehaltene Wappen Franziska Christine von Pfalz-Sulzbachs, darunter die Inschrift:

„VON GOTTES GNADEN FRANZISCA CHRISTINA PFALTZ GRÄFIN BEŸ RHEIN VND D H R R FÜRSTIN VND ÄBTISSIN DER KAŸSERLICHEN FREŸ WELTLICHEN STIFTER ESSEN VND THORN IN BAŸERN ZV GVLICH CLEVE VND BERG HERZOGIN FÜRSTIN ZV MOERS GRÄFIN ZV VELDENZ SPONHEIM DER MARCK VND RAVENSBERG FRAV ZV RAVENSTEIN BREŸSIG RELLINGHAVSEN HVCKARDE ANNO 1744“

Nordwestlich des Herrenhauses steht ein klassizistischer Putzbau mit schlossähnlichem Charakter. 1842 am Ort einer alten Vorburg errichtet, diente er trotz seines herrschaftlichen Aussehens stets zu Wirtschaftszwecken. Sein Mittelbau besitzt drei Geschosse, die von einem Walmdach abgeschlossen werden. Die Mitte seiner neun Achsen wird durch einen abschließenden Dreiecksgiebel besonders betont. Dieser zeigt renaissancezeitliche Steinköpfe, die von Schloss Horst stammen. Nördlich und südlich schließen sich dem Mittelbau niedrigere Seitenflügel mit zwei Stockwerken an.
Die nordwestliche Ecke des Nordflügels wird durch einen Bruchsteinturm mit einem Grundmesser von 5,90 × 5,90 Metern markiert. Er ist ein Relikt der ehemaligen mittelalterlichen Vorburg aus dem 14./15. Jahrhundert und zählt zu den ältesten Bauzeugnissen in Borbeck. Es steht zu vermuten, dass er in früherer Zeit mehr als die heute erhaltenen drei Geschosse aufwies. Ursprünglich besaß er im unteren Bereich wohl an allen vier Seiten Schießscharten. Während sein Keller früher als Gefängnis diente, befand sich im oberen Geschoss eine Wachstube mit Fenstern. Eines davon besaß eine gotische Spitzbogenform, die jedoch heute durch die angebrachte Holzverschalung an der Außenseite verdeckt wird.

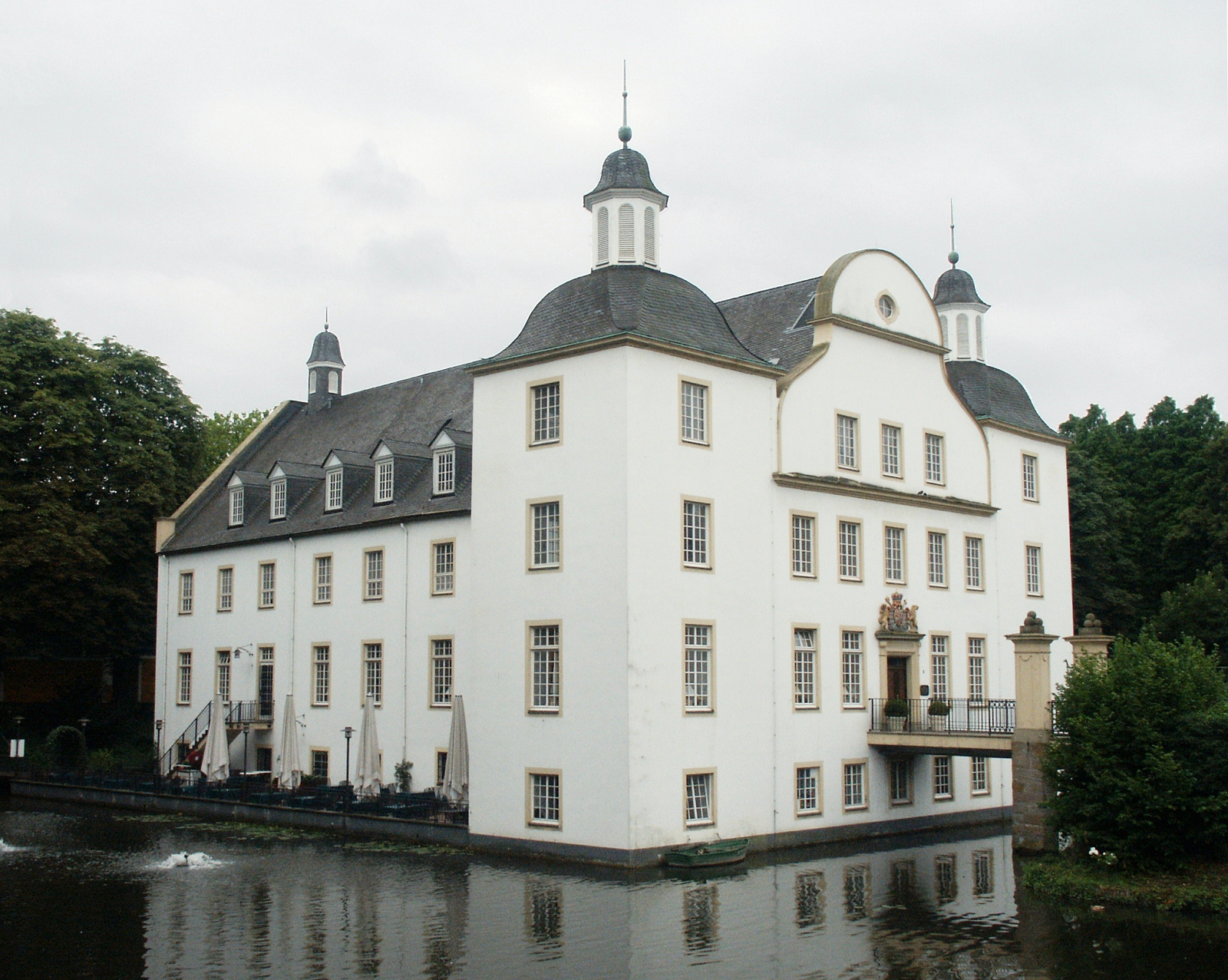
Schloss Borbeck mit Wassergraben, Ansicht von Osten
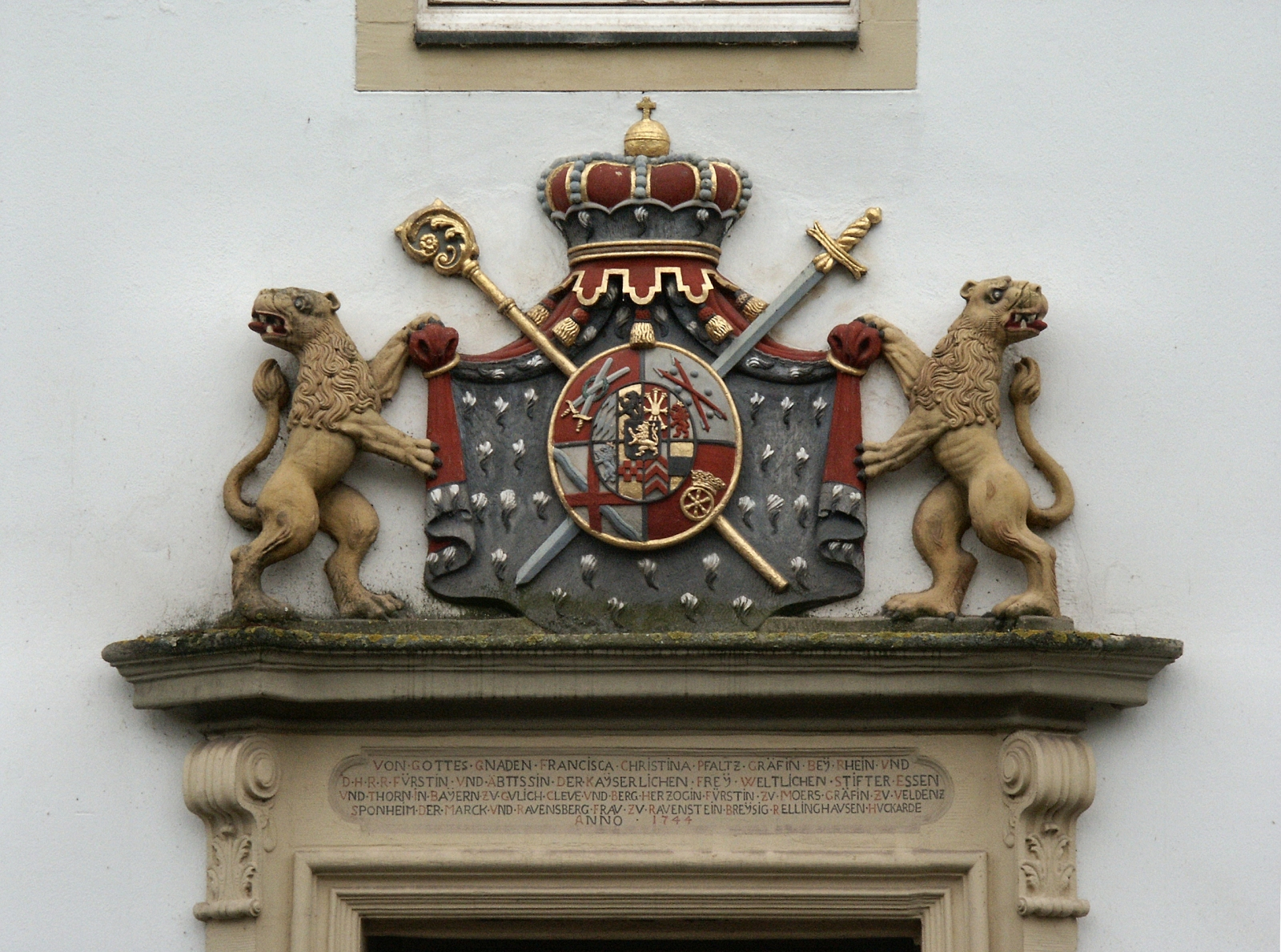
Das Wappen von Franziska Christine von Pfalz-Sulzbach über dem Schlosseingang
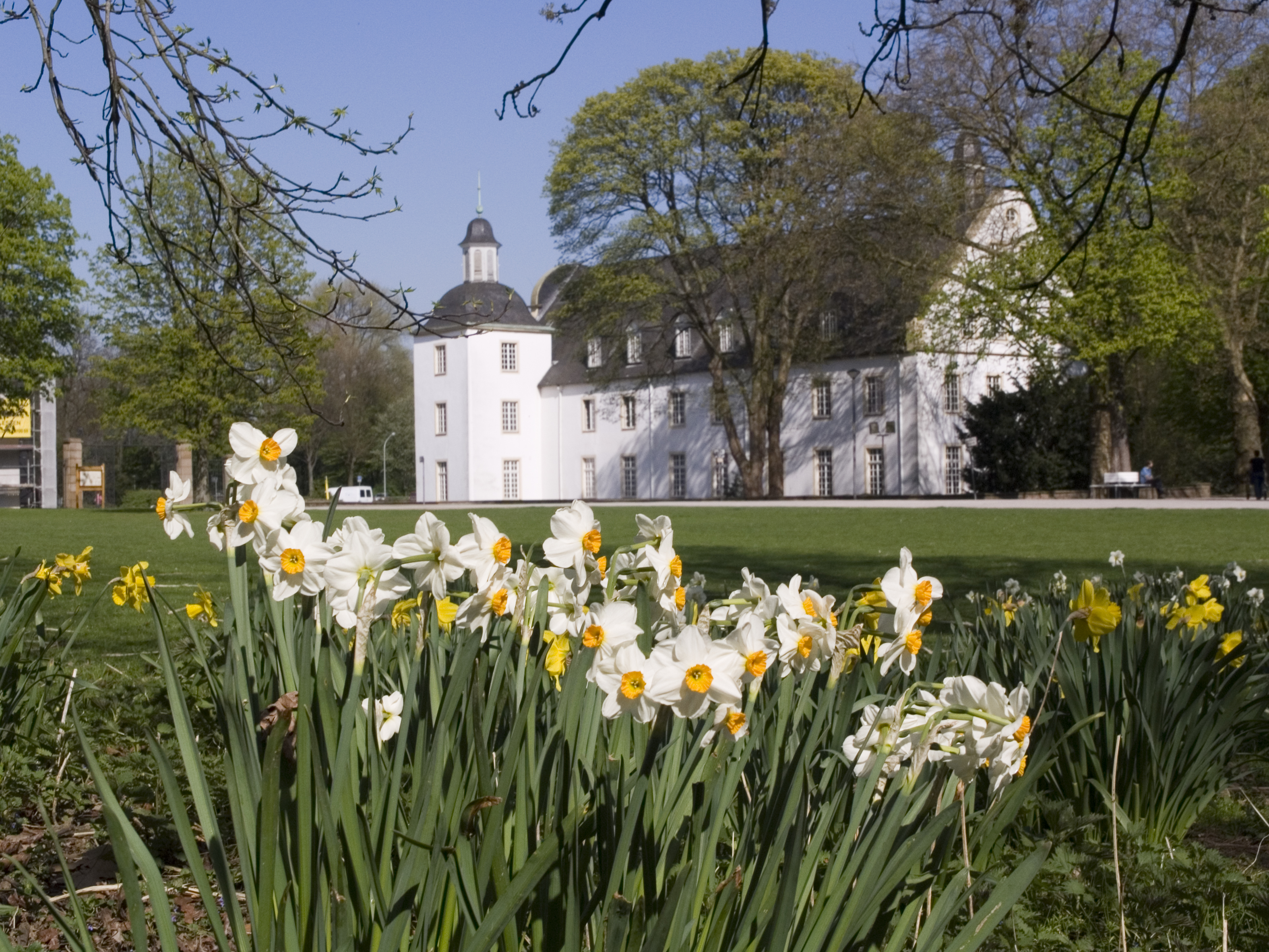
Blick vom Schlosspark zum Hauptgebäude
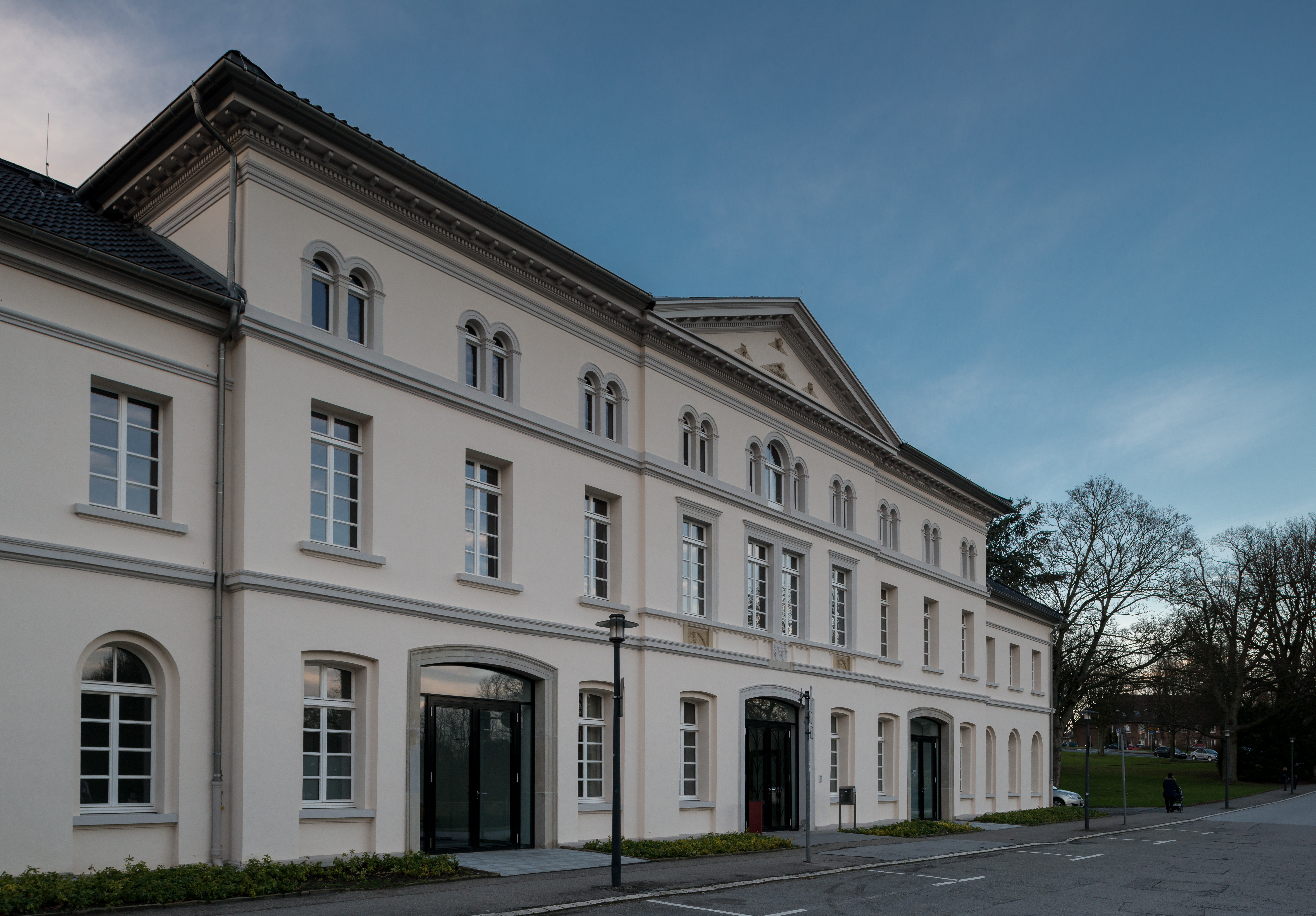
Ehemaliges Wirtschaftsgebäude, das heute als Ort für Ausstellungen dient
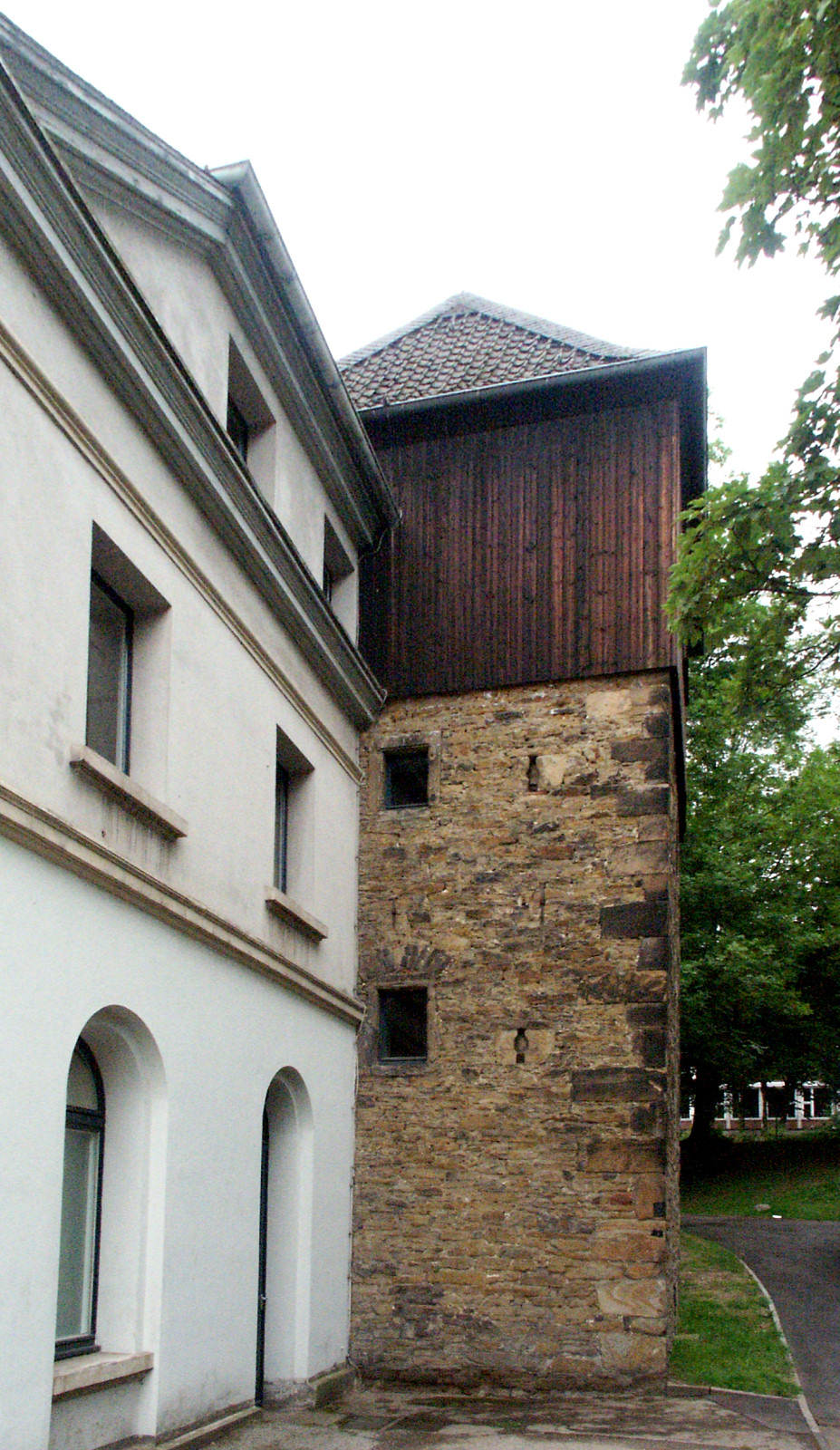
Bruchsteinturm am Wirtschaftsgebäude

### Schlosspark

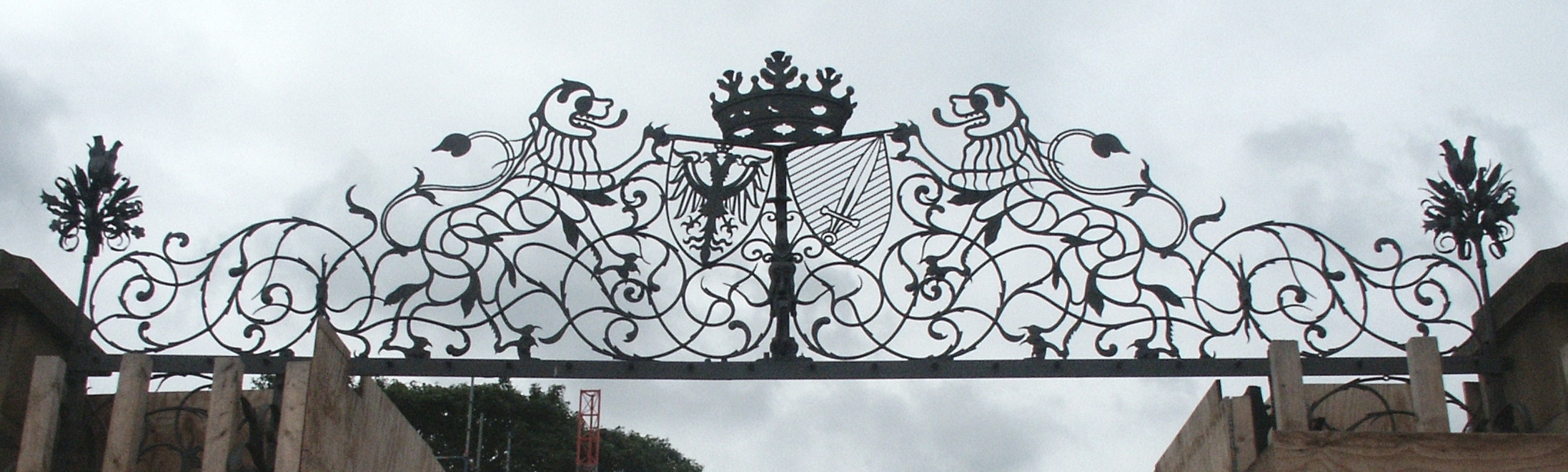
Oberer Teil des schmiedeeisernen Tores am Eingang des Schlossparks

Borbecks Schlosspark gilt als eine der ältesten Parkanlagen des Rheinlands, denn die Äbtissin Elisabeth von Manderscheid-Blankenheim ließ den auch Fürstinnenbusch genannten, zum Schloss gehörigen Buchenwald schon im 16. Jahrhundert in einen Waldpark umgestalten.
Zugang zu ihm gewährt ein aus dem Ende des 17. Jahrhunderts stammendes schmiedeeisernes Gittertor, das ursprünglich von Schloss Hugenpoet stammt, welches ebenfalls im Besitz der Familie Fürstenberg steht. Nachdem es ab 1846 erst am Hauptzugang der Schlossanlage gestanden hatte, erhielt es in den 1940er Jahren seinen heutigen Standort am Parkeingang. In den oberen Teil des Tores wurde das Stadtwappen von Essen übernommen, nachdem dort ursprünglich das Fürstenbergsche Wappen gezeigt wurde.
Der Schlosspark ist als englischer Landschaftsgarten gestaltet und stammt aus der Zeit, als Maria Kunigunde von Sachsen dem Essener Stift als Äbtissin vorstand. Zu ihrer Zeit besaß er noch Wasserspiele, Volieren, ein unechtes Grabmal, eine künstliche Ruine sowie eine kleine Insel in einem Schwanenteich. Über verschlungene Wege ist heute noch die Quelle der Borbecke erreichbar, die über einen schmalen Bachlauf Gräfte und Schlossteich speist.
Ab 2016 wurde ein Konzept für die Gestaltung des Schlossparks als historisches Gartendenkmal umgesetzt. Im Widerspruch dazu standen 2019 städtische Planungen, die für den südlichen Rand des Schlossparks eine massive Wohnbebauung vorsahen. Erst nach dem Widerstand einer Umweltinitiative wurden diese Pläne aufgegeben.
Im östlichen Bereich des kostenfrei zugänglichen Parks liegt die ehemalige Boxsportstätte Dubois-Arena, eine Freiluftarena im Stil eines Amphitheaters, die heute für Veranstaltungen genutzt wird.
Die Turngemeinde Borbeck organisierte 1954 erstmals den Schlossparklauf, eine sportliche Veranstaltung für einen Parkrundlauf aller Altersklassen. Seitdem findet er jährlich statt.

## Geschichte

### Anfänge
Das Borbecker Schloss geht auf einen fränkischen Oberhof des Damenstifts Essen namens Bort(h)beki zurück, der erstmals 869 in einer Heberolle des Stifts erwähnt wurde. Eine weitere urkundliche Erwähnung fand er im Jahre 1227 durch einen Streit des damaligen Besitzers, Ritter Hermann von Borbecke, mit der Fürstäbtissin Adelheid von Wildenberg, die sich mit Unterstützung des Reichsvogts, Adolf von Gymnich, in dieser Auseinandersetzung am Ende durchsetzen konnte.
Im Laufe des 13. Jahrhunderts erfolgte ein allmählicher Aufbau einer Territorialherrschaft durch das Stift, so dass eine räumliche Trennung des Wohnsitzes der Fürstäbtissinnen von den Gebäuden mit geistlicher Nutzung angestrebt wurde, um so dem weltlichen Herrschaftsanspruch Ausdruck zu verleihen. Äbtissin Berta von Arnsberg kaufte aus diesem Grund 1288 den offenbar verpfändeten Oberhof Borbeck von den Rittern Hermann und Wennemar von Altendorf, um dort im Anschluss den Vorgängerbau des heutigen Schlosses errichten zu lassen. Es ist bis heute nicht geklärt, ob diese Motte auf den Grundmauern des alten Hofes erbaut wurde oder die Errichtung lediglich auf dessen Grund und Boden geschah.

### Borbeck wird Residenz

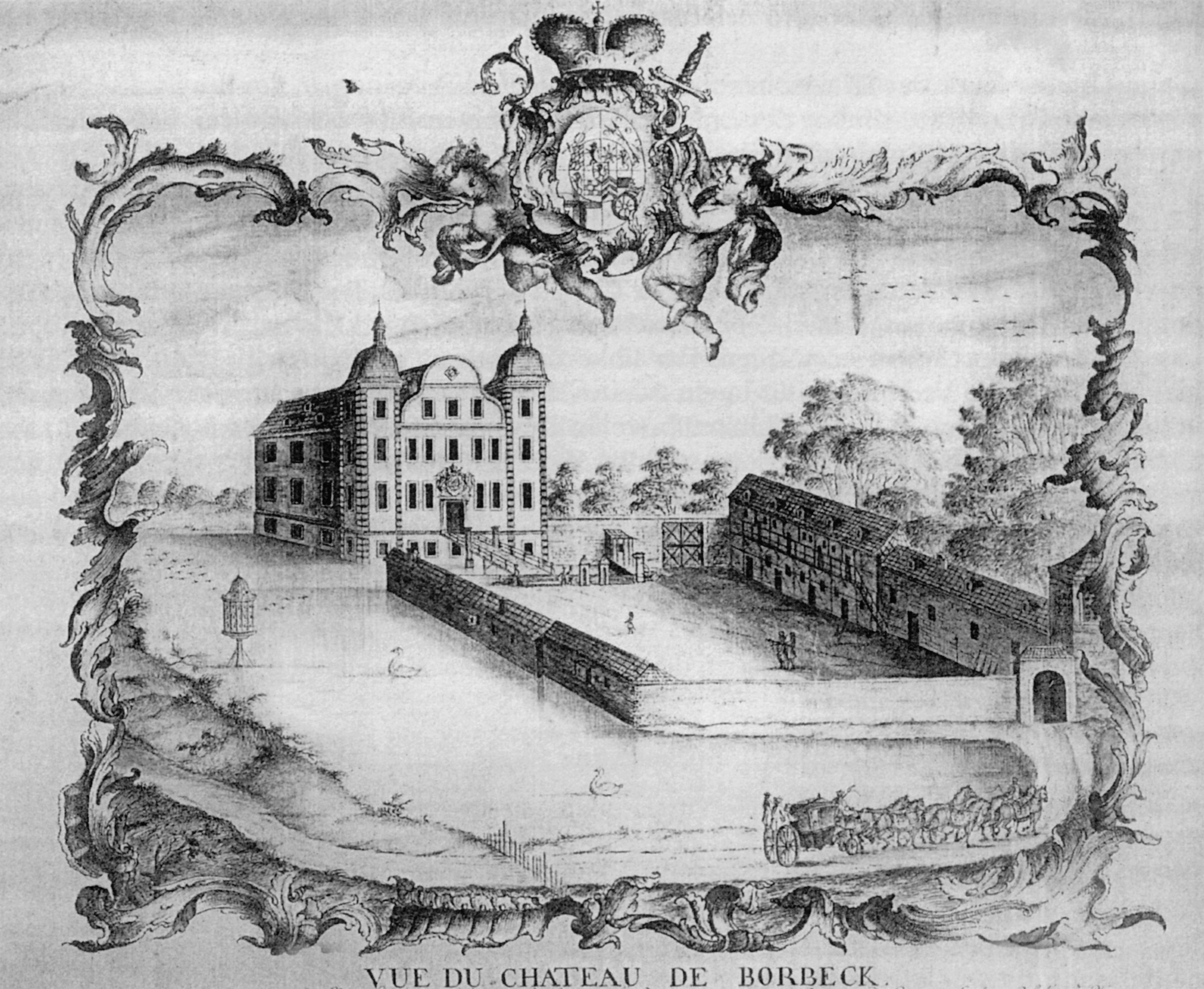
Schloss Borbeck im Jahr 1756, Kupferstich nach einer Zeichnung von Franz Philipp Biesten

Ab Beginn des 14. Jahrhunderts wurde Borbeck bevorzugte Residenz der Fürstäbtissinnen. 1372 wurde sie erstmals als castrum bezeichnet, was darauf schließen lässt, dass es sich zu jener Zeit bereits um ein festes Haus oder eine Burg gehandelt hat. Äbtissin Elisabeth von Nassau hatte im erwähnten Jahr mit Zustimmung Kaiser Karls IV. das Freigericht nach Borbeck verlegt.
Die Burganlage diente in der Folgezeit häufiger als Zufluchtsort der Essener Stiftsdamen; so zum Beispiel 1426, als es zu einem stiftsinternen Streit um die Nachfolge von Margarete von der Mark-Arensberg kam. Die Äbtissin hatte ihr Amt niedergelegt, und durch Unterstützung der männlichen Kanoniker wurde Margarethe von Limburg zur Äbtissin bestellt. Dies geschah jedoch gegen die Stimmen der übrigen zehn Stiftsdamen, welche im Grunde genommen die einzigen waren, die das Recht zur Wahl einer neuen Äbtissin besaßen. Ihre Favoritin Elisabeth Stecke-von Beeck flüchtete sich mit ihren Anhängerinnen auf die Burganlage in Borbeck und wurde dort von Mannen der Limburger belagert. Durch die Unterstützung der Familie Elisabeths aber konnten die Limburger verjagt werden. Eine zweijährige Fehde folgte, ehe der päpstliche Legat zwischen den Streitparteien vermitteln konnte und Elisabeth von Beeck durch den Papst als Äbtissin bestätigt wurde.
Ab dem 15. Jahrhundert ist eine Münze auf der damaligen Burg nachgewiesen. Äbtissin Sophia von Gleichen begann damit, eigene Münzen, den so genannten „Borbecker Gulden“ und den „Borbecker Groschen“, prägen zu lassen. 1493 brannten Torhaus und Stallungen der Anlage bei einem Überfall ab.
Während des Achtzigjährigen Krieges wurde Borbeck 1590 von spanischen Truppen weitgehend zerstört. Die Gebäude wurden jedoch von Fürstäbtissin Elisabeth von Manderscheid-Blankenheim bis 1594 wiederhergestellt und sogar zu einer Sommerresidenz ausgebaut.

### Blütezeit und Säkularisation
Im Jahr 1665 verlegte Äbtissin Anna Salome von Salm-Reifferscheidt ihren Wohnsitz von Essen gänzlich nach Borbeck, nachdem sie um 1650 das Haupthaus im Stil der Renaissance auf alten Grundmauern hatte neu errichten lassen. Zugleich verwirklichte sie eine erste künstlerisch gestaltete Gartenanlage westlich des Herrenhauses mit terrassenförmigen Steingärten, Spazierwegen sowie Nussbaum- und Obstplantagen.
Schloss Borbeck verdankt seine heutige Gestalt Umbauarbeiten der Äbtissin Franziska Christine von Pfalz-Sulzbach in den Jahren von 1744 bis 1762. Sie ließ das Gebäude nach Süden verlängern. Auch der große Schlosspark wurde unter ihrer Federführung angelegt. Die barocke Gartenanlage mit Wasserspielen besaß streng symmetrische Beete und axial auf das Schloss zufließende Kaskadenanlagen.

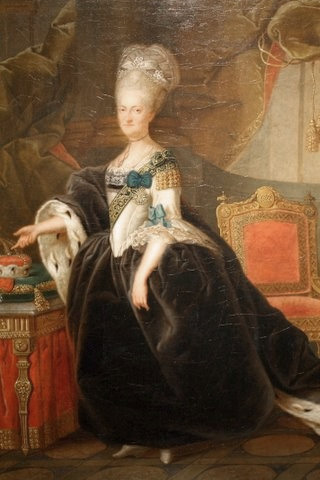
Maria Kunigunde von Sachsen legte den Grundstein für den heutigen Schlosspark; Porträt von Heinrich Foelix, 1772

Die letzte Essener Fürstäbtissin Maria Kunigunde von Sachsen plante noch den kompletten Neubau ihrer Residenz, doch wurde dieser Plan niemals ausgeführt, da das Territorium des Stiftes 1802 von Preußen vereinnahmt wurde. Es bedeutete zugleich das Ende dieser souveränen Enklave auf preußischem Gebiet. Nach der Säkularisation im Jahr 1803 verkaufte die preußische Staats- und Domänenkammer Schloss Borbeck 1804 an die Grafen von der Recke-Volmarstein.
1826 erwarb Reichsfreiherr Clemens von Fürstenberg die Anlage. Er ließ ihre alte Vorburg, bestehend aus Gesindehäusern und Wirtschaftsgebäuden, abreißen, und in der Zeit von 1839 bis 1842 durch den Essener Architekten Heinrich Theodor Freyse anstelle der alten Gesinde- und Wirtschaftsgebäude einen neuen, klassizistischen Bau nebst Marstall errichten, wobei ein mittelalterlicher Vierkantturm in den Neubau integriert wurde. Bis zum Umbau unter den Freiherren von Fürstenberg diente er unter anderem als Wachturm und Gefängnis. Anschließend wurde er als Bierkeller und Archiv genutzt. Clemens’ Sohn, Friedrich Leopold von Fürstenberg, ließ 1865 das Grabensystem der ehemaligen Vorburg einebnen, sodass heute keine Spuren mehr davon sichtbar sind.
Als die Familie von Fürstenberg 1879 ihren Wohnsitz gänzlich nach Hugenpoet, dessen Schloss seit 1831 ebenfalls im Besitz der Familie war, verlegte, wurden die Räumlichkeiten von Schloss Borbeck nicht mehr genutzt.

### 20. Jahrhundert
1920 wurde der Schlosspark gegen Bezahlung zugänglich gemacht. Während des Zweiten Weltkriegs entstanden im heutigen Schlosspark-Areal einige kleine Bunkeranlagen, die heute noch in den Gebüschen sichtbar sind. Ihre Eingänge sind jedoch zubetoniert. Die Schlossgebäude überstanden die Kriegsjahre unversehrt.
Die Stadt Essen erwarb die Anlage im Jahr 1941 von den Fürstenbergs, um sie nach Umbau und Restaurierung in den 1950er und 1960er Jahren als Büroräume der Stadtverwaltung zu nutzen. Mit Ausnahme des Gewölbekellers und einiger dekorativer Innenelemente, die von Schloss Horst stammten, ging bei diesen Baumaßnahmen die historische Bausubstanz des Innenbereichs verloren.
Mit Umzug der städtischen Dienststellen in ein neues Verwaltungsgebäude in den 1970er Jahren waren die obere Etage des Schlosses und sein Nebengebäude lange Zeit ungenutzt. Das im Jahr 1979 von der Stadt Essen vorgestellte Planungskonzept „ein Schloss für Bürger“ sah unter anderem neben dem gastronomischen Betrieb die Bereitstellung von Gruppen- und Gesellschaftsräumen vor, die morgens für die Jugendmusikschule und abends für die örtlichen Vereine zur Verfügung stehen sollten. Zudem wurden kleine Gäste-Wohnungen für Künstler eingerichtet. In der Zeit von 1982 bis 1984 wohnte beispielsweise der Essener Texter Wilfried S. Bienek in einer solchen, und 1993 bezog der Musiker Markus Emanuel Zaja als Stipendiat der Stadt Essen im Schloss Quartier. Zudem waren im Wirtschaftsgebäude eine Altentagesstätte, Ausstellungsräume und Werkstätten für Künstler sowie Laborplätze und Vorführräume für Film- und Foto-Amateure vorgesehen. Die Planung setzte auf das Entstehen einer örtlichen kulturellen Arbeitsgemeinschaft, die sich die Betreuung in eigener Regie vornehmen sollte. Anfang der 1980er Jahre wurde eine Initiative zur Nutzung der Schlossgebäude als Bürgerzentrum gegründet. Das Konzept wurde jedoch trotz dreijähriger Vorbereitungsarbeit nicht umgesetzt, und die Stadt Essen selbst blieb Betreiberin der Anlage.
Nachdem die Gebäude seit Februar 1985 unter Denkmalschutz stehen, wurde im Dezember 1998 auch das gesamte Schlossgelände als Bodendenkmal ausgewiesen, da unterirdisch bauliche Reste der Vorgängerbauten vermutet werden.

## Heutige Nutzung
Seit 1983 dient Schloss Borbeck als Kultur- und Begegnungsstätte für die Essener Bürgerschaft. Neben dem Borbecker Standesamt, das im Schloss ein Trauzimmer unterhält, und der Folkwang-Musikschule beherbergt es auch einen Teil der städtischen Volkshochschule. Das ehemalige Wirtschaftsgebäude wird regelmäßig für Ausstellungen und handwerkliche VHS-Kurse genutzt. Zudem finden im Schloss Konzerte und Vorträge statt.
Im Untergeschoss befand sich ein Restaurant, das in Anlehnung an die alte Tradition der Münzprägung auf Schloss Borbeck „Zur Münze“ hieß und im großen Saal des Schlosses regelmäßig gastronomische Events veranstaltete.
Seit dem Ende umfangreicher Renovierungsarbeiten in den Jahren 2004 bis 2006 ist im Wasserschloss die Dauerausstellung Schloss Borbeck und die Fürstäbtissinnen zu sehen. Sie bietet einen Einblick in die fast 1000-jährige Geschichte des Essener Frauenstifts. Ein Ölgemälde von Heinrich Foelix aus dem Jahr 1772, das die letzte Äbtissin Maria Kunigunde zeigt, wurde dazu bei Sotheby’s ersteigert und hängt nun im Turmzimmer des Schlosses. Dort sind auch Möbel, Essgeschirr, Gobelins und ein Schachspiel aus dem 17. und 18. Jahrhundert untergebracht.

## Persönlichkeiten
- Friedrich Leopold von Fürstenberg (1828–1901), Rittergutsbesitzer und Politiker aus dem westfälischen Adelsgeschlecht Fürstenberg, hier geboren